# Кумлекуль
Кумлеку́ль (баш. Ҡомлокүл) — село в Уфимском районе Республики Башкортостан Российской Федерации. Входит в состав Красноярского сельсовета.

## География

### Географическое положение
Расстояние до:
- районного центра (Уфа): 33 км,
- центра сельсовета (Красный Яр): 10 км,
- ближайшей ж/д станции (Уфа): 33 км.

## Население
| 2002 | 2009 | 2010 |
| ---- | ---- | ---- |
| 746  | ↗790 | ↘748 |

Национальный состав
Согласно переписи 2002 года, преобладающая национальность — татары (91 %).

## Религия
В селе есть мечеть.